# 豊見城
豊見城（とみぐすく・とみしろ）は、沖縄県の地名・名字。

## 姓
- 沖縄県の名字の一つ。地名（グスク名）に由来する。
  - 向氏豊見城御殿。元祖・尚經、豊見城王子朝良
  - 毛氏豊見城殿内、元祖・護佐丸

## 地名

### 豊見城市
- 沖縄県豊見城市（とみぐすくし） - 正式な読みは「とみぐすく（し）」だが、学校や施設、団体などの呼称として「とみしろ」も使用される。

### 字豊見城
- 沖縄県豊見城市 字豊見城（とみぐすく） - 豊見城市の北部に位置する字

#### 主要施設
- 豊見城城跡公園
  - 豊見城城跡
- 海軍壕公園
  - 旧海軍司令部壕
- 豊見城公民館
- 県営豊見城団地
- 豊見城配水池
- 漫湖水鳥・湿地センター
- 豊見城火葬場
- 旭ヶ丘公園
- たんぽぽ児童公園
- すみれ児童公園

#### 道路
- 国道329号那覇東バイパス（とよみ大橋西部）
- 沖縄県道7号奥武山米須線

#### 橋
- 石火矢橋
- 勢理客橋

#### 隣接地域
- 我那覇
- 宜保
- 高安
- 根差部
- 真玉橋